# Silas H. Jennison

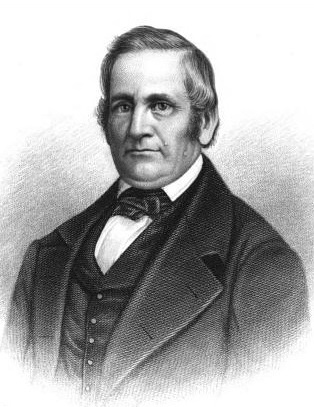
Silas H. Jennison.

Silas Hemenway Jennison, född 17 maj 1791 i Shoreham, Vermont, död 30 september 1849 i Shoreham, Vermont, var en amerikansk politiker (whig). Han var guvernör i delstaten Vermont 1835–1841.
Jennison arbetade först som lantmätare och senare som domare.
Jennison var viceguvernör i Vermont 1835–1836. Han tillträdde som guvernör redan den 2 november 1835 men efterträdaren som viceguvernör David M. Camp tillträdde sitt ämbete först 1836. År 1841 efterträddes Jennison som guvernör av partikamraten Charles Paine.